# علی‌کند، گوی‌چای
علی‌کند (به لاتین: Əlikənd) یک منطقه مسکونی در جمهوری آذربایجان است که در شهرستان گوی‌چای واقع شده است.